# Dendropathes intermedia
Dendropathes intermedia är en korallart som först beskrevs av Brook 1889.  Dendropathes intermedia ingår i släktet Dendropathes och familjen Schizopathidae. Inga underarter finns listade i Catalogue of Life.